# Ahmad ibn Muhammad ibn Kathir al-Farghani
Abū l-ʿAbbās Aḥmad ibn Kathīr al-Farghānī, anche noto nell'Occidente latino come Alfraganus e italianizzato in Alfragano (in arabo أبو العبّاس أحمد بن محمد بن كثير الفرغاني‎?, Abū l-ʿAbbās Aḥmad ibn Muḥammad ibn Kathīr al-Farghānī; Valle di Fergana, tra 800 e 805 – 861), è stato uno dei più famosi scienziati e astronomi musulmani del IX secolo.

## Biografia

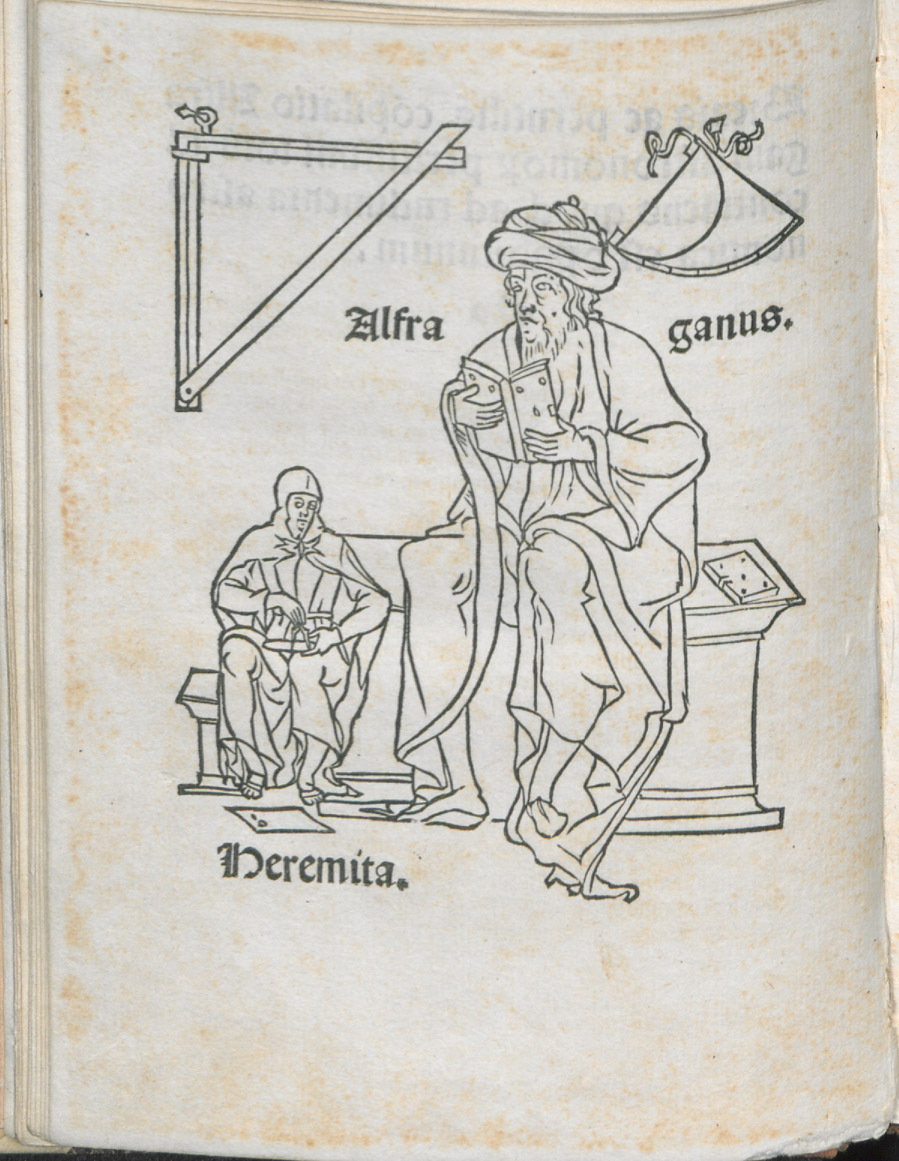
Ritratto di Alfraganus. Compilatio astronomica, 1493

Di origine persiana o araba, nacque agli inizi del IX secolo nella regione del Fergana (attuale Uzbekistan) e fu interessato alla misurazione del diametro terrestre, effettuando a Baghdad calcoli e rilevamenti assieme a uno staff di scienziati, sotto l'alto patronato del Califfo abbaside al-Maʾmūn.
Il suo principale testo, gli Elementi di astronomia sui moti celesti, scritto verso l'833, fu un competente sommario  dell'Almagesto di Claudio Tolomeo.  Fu tradotto in latino nel XII secolo, probabilmente da Ugo di Santalla, e rimase ampiamente popolare in Europa fino al tempo di Regiomontano.  Nel XVII secolo. L'orientalista olandese Jacob Golius pubblicò il testo arabo, sulla scorta di un manoscritto che aveva acquistato nel Vicino Oriente, traducendolo anch'egli in latino e accompagnandolo con ampie notazioni.

Anche Jakob Christmann, astronomo tedesco dell'Università di Heidelberg, si occupò della traduzione nella sua lingua del suo trattato di astronomia
Più tardi al-Farghani si spostò al Cairo, dove compose un importantissimo trattato sull'astrolabio, circa nell'856. Nell'861 supervisionò anche la costruzione di un grande nilometro nell'isoletta nilotica di al-Rawda (Roda), nella Vecchia Cairo, che ancora esiste e funziona perfettamente.
Il cratere Alfraganus sulla Luna è stato così chiamato in suo onore.

## Opere
- (LA) Compilatio astronomica, Ferrara, Andrea Belfort, 1493.
- (LA)  Alfragano, Il libro dell'aggregazione delle stelle, secondo il codice mediceo-laurenziano PL 29-COD.9, introd. e note di Romeo Campani, Città di Castello, Casa Tipografico editrice S. Lapi, 1910, ristampa anastatica: La Finestra ed., Lavis, 2003, ISBN 978-8888097-16-9
- Jacobus Golius (ed.), كتاب محمد بن كثير الفرغاني في الحركات السماوية وجوامع علم النجوم، بتفسير الشيخ الفاضل يعقوب غوليوس / Muhammedis Fil. Ketiri Ferganensis, qui vulgo Alfraganus dicitur, Elementa astronomica, Arabice & Latine. Cum notis ad res exoticas sive Orientales, quae in iis occurrunt, Amsterdam, 1669; Reprint Francoforte a/M, 1986 e 1997.
- Farghānī, K. fī l-ḥarakāt al-samawiyya wa-jawāmiʿ al-nujūm, ed. e trad. di J. Golius (Elementa astronomica), Amsterdam, 1669.
- El-Fergânî, The Elements of Astronomy, textual analysis, translation into Turkish, critical edition & facsimile by Yavuz Unat, Şinasi Tekin & Gönül Alpay Tekin (eds), Harvard University, 1998.
- Richard Lorch (ed.), Al-Farghānī on the Astrolabe. Arabic text edited with translation and commentary, Stoccarda, 2005, ISBN 3-515-08713-3.